# Малик Хома Васильович
Хома́ Васи́льович Ма́лик (1903—1943) — радянський військовик, учасник нацистсько-радянської війни, Герой Радянського Союзу (посмертно).

## Життєпис
Народився в селі Бондурівка (сучасний Немирівський район Вінницької області) у селянській родині. Закінчив Дніпропетровський будівельний інститут. В 1923—1925 роках проходив строкову службу у РА. По закінченні навчання працював на будівництві — у Запоріжжі (Дніпрогес) та в Дніпропетровську.
Учасник нацистсько-радянської війни з 1941 року.
Під час битви за Дніпро — командир роти 62-го гвардійського окремого саперного батальйону 3-го гвардійського механізованого корпусу. У жовтні 1943 року відзначився під час форсування Дніпра біля Канева. 3 жовтня рота Олександра Малика забезпечила успішну переправу великої кількості підрозділів корпусу й бойової техніки та набоїв — на плацдарм, що зайняли червоноармійці на західному березі Дніпра.
Загинув у бою 8 жовтня 1943 року, похований у братській могилі (село Ліпляве Канівського району).

## Нагороди та вшанування
- Герой Радянського Союзу (25 жовтня 1943, посмертно)
- орден Леніна
- орден Червоної Зірки
- медалі
- його ім'ям названо вулиці в Каневі та Запоріжжі
- в Запоріжжі встановлено меморіальну дошку
- 2011 року в Бондурівській школі встановлено меморіальну дошку, його іменем названо центральну вулицю села.